# Ufensia pretiosa
Ufensia pretiosa är en stekelart som beskrevs av Girault 1913. Ufensia pretiosa ingår i släktet Ufensia och familjen hårstrimsteklar. Inga underarter finns listade i Catalogue of Life.